# Perkász
Perkász (románul: Pricaz, németül: Perkaß) település Romániában, Hunyad megyében.

## Fekvése
Dévától 27 km-re keletre, Szászvárostól 4 km-re nyugatra, Tordos, Szászváros és Folt között, a Sztrigy folyó bal partján fekvő település.

## Története
1332-ben Purkaz néven említik először a pápai tizedjegyzékben. Egy 1335-ös összeírás szerint a település ekkor összesen 35 házból állt.
A középkorban katolikus lakossága volt, viszont források hiányában nem lehet tudni, hogy német, vagy magyar nemzetiségűek voltak, habár Szászváros közelsége német lakosságot sejtet.
A 15. században román jobbágyok telepedtek le a településen.
A trianoni békeszerződésig Hunyad vármegye Szászvárosi járásához tartozott.

## Lakossága
1910-ben 773 lakosa volt, ebből 760 román, 10 magyar, 2 német és 1 egyéb nemzetiségűnek vallotta magát.
2002-ben 1153 lakosából 823 román, 325 cigány, 3 német és 2 magyar volt.